# 12 Heures de Sebring 1956
Navigation
Édition précédente Édition suivante
Les 12 Heures de Sebring 1956 sont la 5e édition de l'épreuve et la 2e manche du championnat du monde des voitures de sport 1956. Elles ont été remportées le 24 mars 1956 par la Ferrari 860 Monza no 17 de la Scuderia Ferrari pilotée par Juan Manuel Fangio et Eugenio Castellotti.

## Circuit

Le Sebring International Raceway, cadre des 12 Heures de Sebring 1956.

Les 12 Heures de Sebring 1956 se déroulent sur le Sebring International Raceway situé en Floride. Il est composé de deux longues lignes droites, séparées par des courbes rapides ainsi que quelques chicanes. Le tracé actuel diffère de celui de l'époque. Ce tracé a un grand passé historique car il est utilisé pour des courses automobiles depuis 1950. Ce circuit est célèbre car il a accueilli la Formule 1.

## Résultats
Voici le classement au terme de la course.
- Les vainqueurs de chaque catégorie sont signalés par un fond jauni.

| 1            | S 5.0 | 17 | Scuderia Ferrari            | Juan Manuel Fangio Eugenio Castellotti                | Ferrari 860 Monza          | 194 |
| 2            | S 5.0 | 18 | Scuderia Ferrari            | Luigi Musso Harry Schell                              | Ferrari 860 Monza          | 193 |
| 3            | S 5.0 | 14 | Jack Ensley                 | Jack Ensley Bob Sweikert                              | Jaguar D-Type              | 188 |
| 4            | S 3.0 | 27 | David Brown & Sons Ltd.     | Roy Salvadori Carroll Shelby                          | Aston Martin DB3S          | 187 |
| 5            | S 3.0 | 24 | Offince Alfieri Maserati    | Jean Behra Piero Taruffi Cesare Perdisa               | Maserati 300S              | 186 |
| 6            | S 1.5 | 41 | Porsche KG                  | Hans Herrmann Wolfgang von Trips                      | Porsche 550 Spyder         | 182 |
| 7            | S 1.5 | 41 | John Edgar Enterprises      | Jack McAfee Pete Lovely                               | Porsche 550 Spyder         | 179 |
| 8            | S 5.0 | 16 | Alfonso Gomez-Mena          | Alfonso Gomez-Mena Santiago Gonzales                  | Jaguar D-Type              | 176 |
| 9            | S 8.0 | 1  | Raceway Enterprises         | John Fitch Walt Hansgen                               | Chevrolet Corvette Spezial | 176 |
| 10           | S 2.0 | 33 | Porfirio Rubirosa           | Porfirio Rubirosa James Pauley                        | Ferrari 500 Mondial        | 172 |
| 11           | S 3.0 | 31 | Ship & Share Motors         | Phil Stiles George Huntoon                            | Austin Healey 100S         | 168 |
| 12           | S 5.0 | 11 | Briggs Cunningham           | Briggs Cunningham John Gordon Bennett                 | Jaguar D-Type              | 168 |
| 13           | S 2.0 | 39 | S. H. Arnolt Co.            | Bob Ballinger Phil Stewart                            | Arnolt Bolide              | 158 |
| 14           | S 1.5 | 66 | Porsche KG                  | Mike Marshall Jan Brundage Fritz Huschke von Hanstein | Porsche 550                | 158 |
| 15           | S 5.0 | 6  | Raceway Enterprises         | Max Goldman Raymond Crawford                          | Chevrolet Corvette         | 157 |
| 16           | S 750 | 58 | Ecurie Jeudy Bonnet         | Paul Armagnac Guillaume Mercader                      | DB HBR5                    | 155 |
| 17           | S 2.0 | 40 | S. H. Arnolt Co.            | J. E. Peterson Ted Boyton                             | Arnolt Bolide Bristol      | 154 |
| 18           | S 2.0 | 37 | Joseph Hab Dressel          | Joseph Hab Dressel William Woodbury                   | AC Ace                     | 154 |
| 19           | S 1.5 | 50 | Hambro Automotive Co.       | William Kinchloe Stephen Spitler                      | MGA                        | 154 |
| 20           | S 1.5 | 49 | Hambro Automotive Co.       | David Ash Gus Ehrman John van Driel                   | MGA                        | 151 |
| 21           | S 1.1 | 55 | Cooper Car Company          | Leech Cracraft Red Byron                              | Cooper T39                 | 147 |
| 22           | S 1.5 | 51 | Hambro Automotive Co.       | Fred Allen Sid Blackman                               | MGA                        | 139 |
| 23           | S 5.0 | 3  | Carl Beuhler III            | Don Davis Robert Gatz                                 | Chevrolet Corvette         | 136 |
| 24           | S 1.1 | 54 | John Wyllie                 | John Wyllie Margaret Wyllie                           | Lotus Mk9                  | 99  |
| Disqualifié  |       |    |                             |                                                       |                            |     |
| 25           | S 1.1 | 53 | Joe Sheppard                | Warren Smith Joe Sheppard                             | Lotus Mk9                  | 60  |
| Abandons     |       |    |                             |                                                       |                            |     |
| 26           | S 3.0 | 28 | David Brown & Sons Ltd.     | Reginald Parnell Tony Brooks                          | Aston Martin DB3S          | 169 |
| 27           | S 5.0 | 8  | Jaguar New York Inc.        | Mike Hawthorn Desmond Titterington                    | Jaguar D-Type              | 162 |
| 28           | S 5.0 | 19 | Scuderia Ferrari            | Alfonso de Portago Jim Kimberly                       | Ferrari 857S               | 137 |
| 29           | S 2.0 | 67 | John Ryan                   | Jack Ryan                                             | Arnolt Bolide              | 133 |
| 30           | S 3.0 | 22 | Chester Flynn               | Chester Flynn George Reed                             | Mercedes-Benz 300 SL       | 127 |
| 31           | S 5.0 | 10 | Jaguar New York Inc.        | Bill Spear Sherwood Johnston                          | Jaguar D-Type              | 126 |
| 32           | S 5.0 | 12 | Jake Kaplan                 | Jake Kaplan Russ Boss                                 | Jaguar D-Type              | 120 |
| 33           | S 1.1 | 56 | Cooper Car Company          | Ed Hugus John Bentley                                 | Cooper T39                 | 117 |
| 34           | S 3.0 | 29 | Donald Healey Motor Company | Lance Macklin Archie Scott-Brown                      | Austin-Healey 100S         | 110 |
| 35           | S 1.5 | 42 | Porsche KG                  | Ed Crawford Herbert Linge Fritz Huschke von Hanstein  | Porsche 550                | 108 |
| 36           | S 3.0 | 30 | Donald Healey Motor Company | Ray Jackson-Morre Elliot Forbes-Robinson              | Austin-Healey 100S         | 90  |
| 37           | S 2.0 | 35 | Morgan Motors               | Mike Rothschild George Hunt                           | Morgan Plus 4              | 87  |
| 38           | S 3.0 | 32 | William Grennspun           | William Grennspun Bruce Kessler                       | Ferrari 250 MM             | 82  |
| 39           | S 1.5 | 47 | Allen Guiberson             | Robert Burns Norman Scott                             | Maserati 150S              | 77  |
| 40           | S 2.0 | 38 | S. H. Arnolt Co.            | S. H. Arnolt Bob Goldich                              | Arnolt Bolide              | 77  |
| 41           | S 5.0 | 15 | Albert R. Browne            | Lou Brero Sam Weiss                                   | Jaguar D-Type              | 68  |
| 42           | S 5.0 | 9  | Jaguar New York Inc.        | Duncan Hamilton Ivor Bueb                             | Jaguar D-Type              | 63  |
| 43           | S 5.0 | 20 | George Tilp                 | Phil Hill Masten Gregory                              | Ferrari 857S               | 61  |
| 44           | S 3.0 | 26 | David Brown & Sons Ltd.     | Stirling Moss Peter Collins                           | Aston Martin DB3S          | 51  |
| 45           | S 1.1 | 63 | Ralph Miller                | Ralp Miller Hal Fenner                                | Lotus Mk.9                 | 49  |
| 46           | S 5.0 | 2  | Howard Hively               | Troy Ruttman Howard Hively                            | Ferrari 375 Plus           | 48  |
| 47           | S 3.0 | 25 | Officine Alfieri Maserati   | Cesare Perdisa Carlos Menditéguy                      | Maserati 300S              | 39  |
| 48           | S 5.0 | 62 | Loyal Katskee               | Loyal Katskee Roger Wing                              | Jaguar D-Type              | 39  |
| 49           | S 3.0 | 64 | William Brewster            | William Brewster Bill Rutan                           | Austin-Healey 100S         | 39  |
| 50           | S 750 | 59 | Brooks Stevens              | Gérard Laureau (de) Hal Ullrich                       | DB HBR                     | 36  |
| 51           | S 1.1 | 52 | Robert Brown                | Curtis Attaway Ralph Parkinson                        | Cooper T39                 | 26  |
| 52           | S 750 | 60 | Harry Kite                  | Harry Kite François Courzet                           | DB HBR                     | 25  |
| 53           | S 5.0 | 7  | Ernie Erickson              | Ernie Erickson Charles Hassan                         | Chevrolet Corvette         | 22  |
| 54           | S 1.5 | 48 | Alejandro de Tomaso         | Alejandro de Tomaso Isabelle Haskell                  | Maserati 150S              | 15  |
| 55           | S 1.5 | 46 | William E. Lloyd            | Bill Lloyd Karl Brocken                               | Maserati 150S              | 13  |
| 56           | S 1.1 | 57 | Touring Club of Venezuela   | Mauricio Marcotulli Ed Munoz                          | Osca MT4 1100              | 11  |
| 57           | S 750 | 61 | Ecurie Lafayette            | Jean Lucas John Norwood                               | DB HBR                     | 8   |
| 58           | S 2.0 | 35 | Touring Club of Venezuela   | Julio Pola Enrique Muro                               | Ferrari 500TR              | 8   |
| 59           | S 5.0 | 6  | Raceway Enterprises         | Dale Duncan Allen Eager                               | Chevrolet Corvette         | 3   |
| Non-partants |       |    |                             |                                                       |                            |     |
| 60           | S 5.0 |    | Lilian Sands                | Fred Dagavar Al Garz                                  | Jaguar XK140               |     |
| 61           | S 5.0 | 3  | Jim Kimberly                | Jim Kimberly Ed Lunken                                | Ferrari 121LM              |     |
| 62           | S 3.0 | 21 | George Tilp                 | Dick Thompson Paul O'Shea                             | Mercedes-Benz 300 SL       |     |
| 63           | S 3.0 | 23 | Jack Pry                    | Charles Wallace Duncan Black                          | Mercedes-Benz 300 SL       |     |
| 64           | S 2.0 | 36 | Morgan Motors               | John Weitz Manuel Bos                                 | Morgan Plus 4              |     |
| 65           | S 1.5 | 44 | Automobili Osca S.p.a.      | Rees Makins Frank Bott                                | Osca MT4                   |     |
| 66           | S 1.5 | 45 | Lotus Engineering Co.       | Colin Chapman Len Bastrup                             | Lotus Eleven               |     |
| 67           | S 5.0 | T  | Briggs Cunningham           | Briggs Cunningham Mike Hawthorn                       | Cunningham C6-R            |     |
| 68           | S 3.0 | T  | George Tilp                 | Paul O'Shea                                           | Mercedes-Benz 300 SL       |     |
| 69           | S 3.0 | T  | George Tilp                 | Dick Thompson                                         | Mercedes-Benz 300 SL       |     |